# باتاویا (کالیفرنیا)
باتاویا (به انگلیسی: Batavia) یک منطقهٔ مسکونی در ایالات متحده آمریکا است که در شهرستان سولانو، کالیفرنیا واقع شده‌است. باتاویا ۱۸٫۹ متر بالاتر از سطح دریا واقع شده‌است.